# (16932) 1998 FG88
A (16932) 1998 FG88 a Naprendszer kisbolygóövében található aszteroida. A LINEAR projekt keretében fedezték fel 1998. március 24-én.